# (24116) 1999 VK24
A (24116) 1999 VK24 a Naprendszer kisbolygóövében található aszteroida. Charles W. Juels fedezte fel 1999. november 15-én.